# Lieven de Key
Lieven de Key (Gent, 1560 – Haarlem, 1627. július 17.) flamand reneszánsz építész volt, aki először szülőföldjén, Flandriában dolgozott, majd a Holland Köztársaságba költözött. Ma leginkább haarlemi munkáiról ismert. 
Hendrick de Keyserrel (1565–1621) a holland aranykor vezető építészének tartják. Bár a barokk díszítéseket és dekorációkat részesítette előnyben, stílusát Simon Schama történész manieristaként jellemzte. 
A modern időkben számos utcát, épületet, Amszterdam egyik legnagyobb lakáscégét  és egy haarlemi építészeti iskolát róla nevezték el.

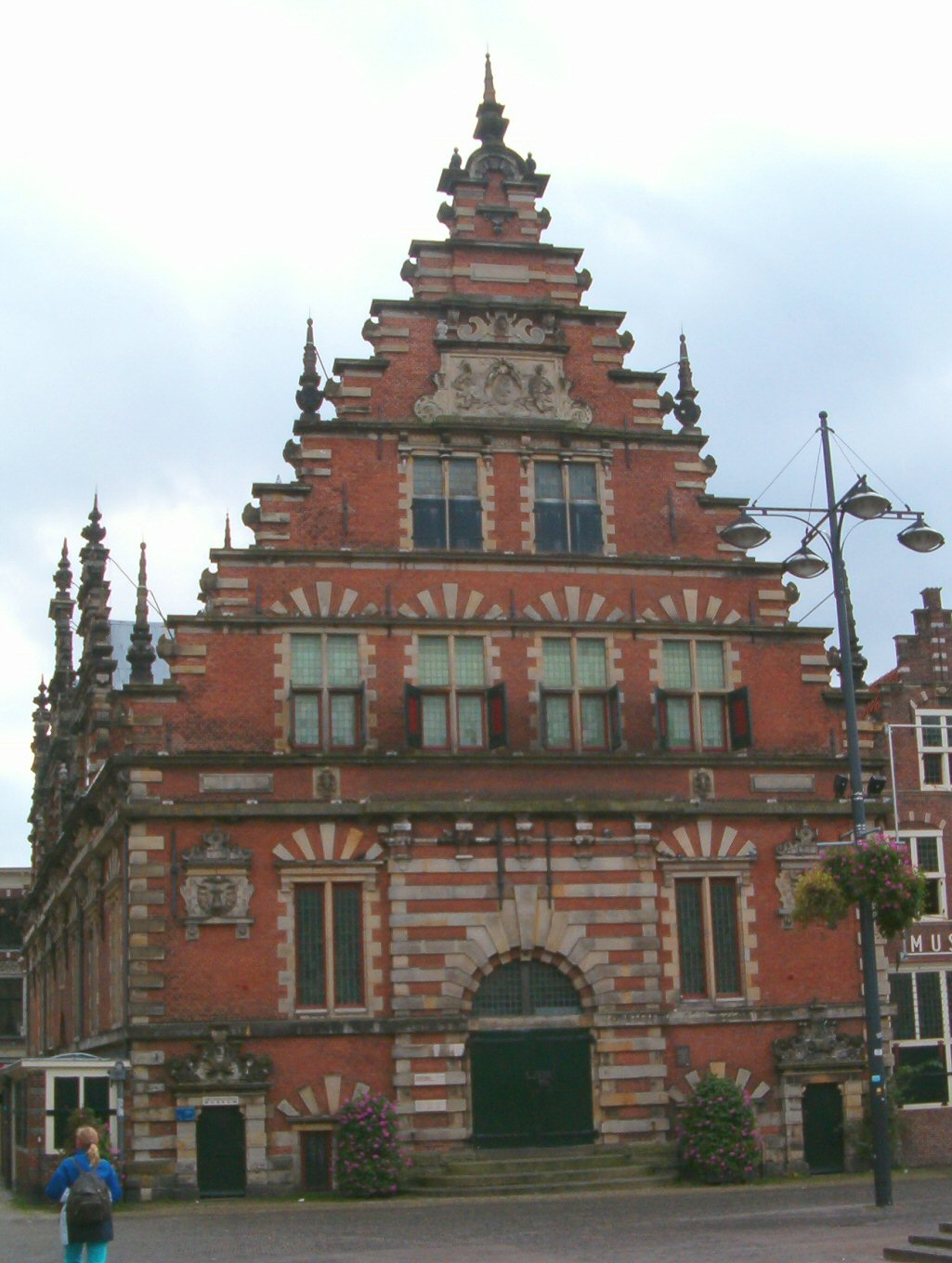
A haarlemi Grote Markt Vleeshal remek példája Lieven de Key munkásságának. 1602–1604-ben épült.

## Tervezett épületei
- Leideni városháza homlokzata
- The Vleeshal Haarlemben, 1602–1603 [9]
- A leideni gimnázium [9]
- A haarlemi Szent Anna-templom tornya, amely ma is létezik, bár a templom többi részét Jacob van Campen újjáépítette
- A Waag Haarlemben, 1595 [9]
- Haarlem városházának északi szárnya, 1620 [9]
- A haarlemi Proveniershuis bejárata, 1592 [9]
- A Frans Hals Múzeum nagytermének homlokzata, 1604–1609
- A Gasthuis Szent Borbála kapuja, 1624